# 設楽町立田口小学校
設楽町立田口小学校（したらちょうりつたぐちしょうがっこう）は、愛知県北設楽郡設楽町田口にある小学校。「ニコニコ ビンビン」をモットーとし、知・徳・体の調和のとれた人間性豊かな児童の育成を目指している。

## 歴史

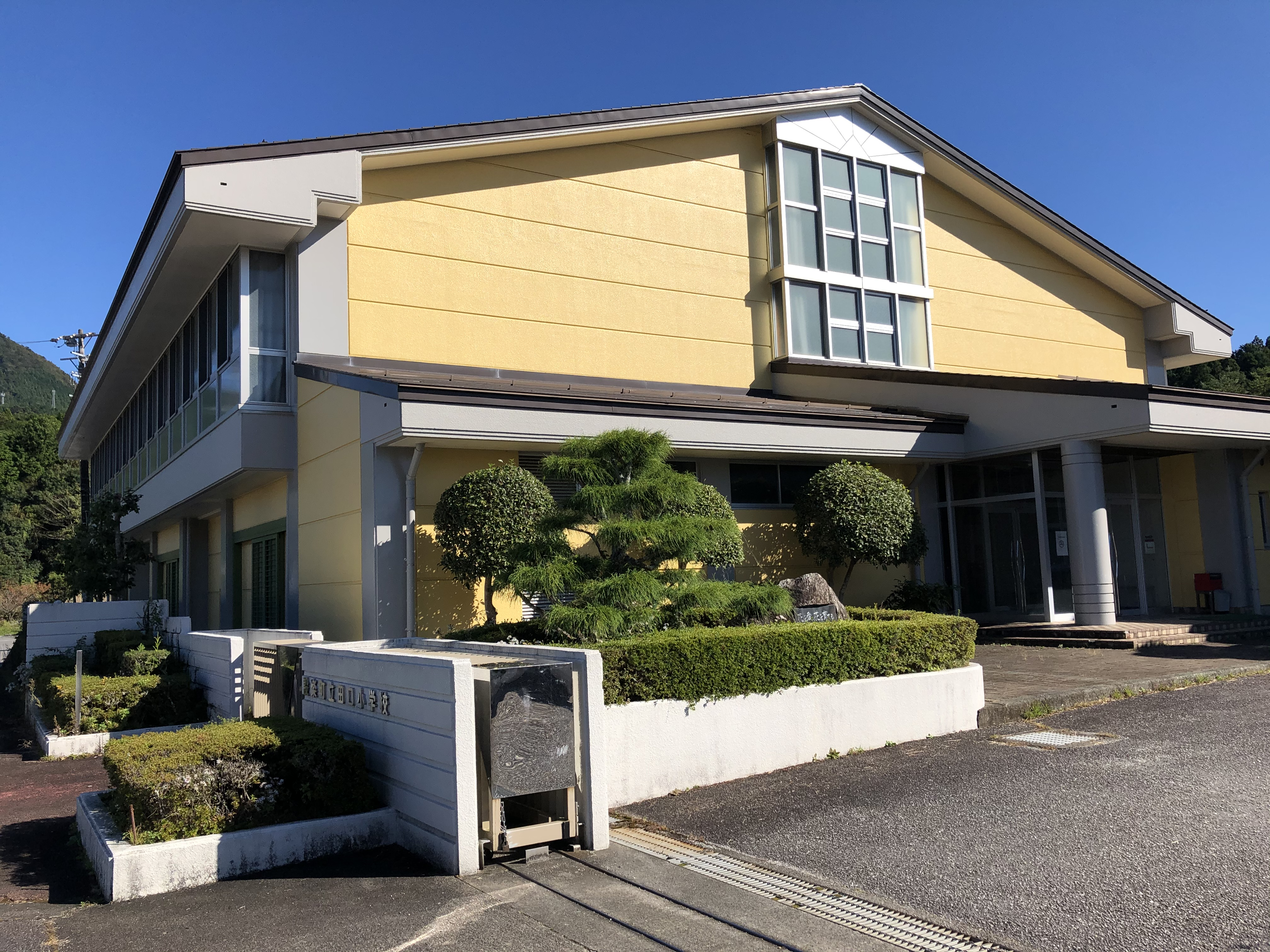
校舎

### いなばが丘校舎時代(-1990)
1873年（明治6年）、北設楽郡の中心地である田口村に小松野小学校として創立した。田口学校という名称になったのは1879年（明治12年）。1956年（昭和31年）には設楽町の発足に伴って現在の設楽町立田口小学校に改称した。1989年度（平成元年度）までは長らく田口地区中央部のいなばが丘に校舎を有していた。

### 白根土の丘校舎時代(1990-)
1987年（昭和62年）10月5日には自衛隊および共同企業体が、田口地区東部の白根土の丘新校舎の造成を開始。1990年（平成2年）3月24日にいなばが丘校舎の閉校式を行い、1990年4月6日に新校舎での開校式を行った。2階建校舎の延床面積は4,543.01m2。内装には地元産のスギやヒノキが多用されている。いなばが丘校舎の鉄筋コンクリート造の特別室校舎は残され、この特別室校舎を用いて1991年（平成3年）には設楽町民図書館が開館し、その後設楽町民図書館を含むいなばが丘の小学校跡地には2014年（平成26年）1月に設楽町役場新庁舎が完成し、設楽町役場、設楽町議会議場、設楽町民図書館などが開館した。
1994年度には日本学校保健会による全日本健康推進学校すこやか奨励賞を受賞した。
2014年度（平成26年度）の児童数は47名であり、設楽町に5校ある小学校のうちもっとも多かった。2015年度（平成27年度）の児童数は44名、7学級（うち特別支援学級1）だった。職員は14名、特別支援教育支援員2名、スクールカウンセラー1名だった。

## 年表
- 1873年（明治6年） - 小松野小学校として創立
- 1875年（明治8年） - 第十六番萩平学校に改称
- 1879年（明治12年） - 田口学校に改称
- 1887年（明治20年） - 尋常小学田口学校に改称
- 1893年（明治26年） - 田口尋常高等小学校に改称
- 1941年（昭和16年） - 田口町立田口国民学校に改称
- 1947年（昭和22年） - 田口町立田口小学校に改称
- 1956年（昭和31年） - 設楽町の発足に伴って設楽町立田口小学校に改称
- 1965年（昭和40年） - 設楽町立川向小学校を統合
- 1971年（昭和46年） - 設楽町立八橋小学校を統合
- 1973年（昭和48年） - 創立100周年記念式典
- 1990年（平成2年） - 校地を移転
- 1995年（平成7年） - 設楽町立神田小学校を統合
- 2024年（令和6年） - 設楽町立田峯小学校を統合